# Riksdagens utredningstjänst
Riksdagens utredningstjänst (RUT) är en organisation som tillhör riksdagsförvaltningen (kammarkansliet) och genomför längre och kortare utredningsuppdrag på beställning av ledamöter och tjänstemän vid partiernas gruppkanslier. Riksdagens utredningstjänst bistår även utskotten och övriga riksdagsförvaltningen samt svarar på frågor från andra parlament.
Utredningarna redovisas i form av promemorior som omfattas av sekretess till dess uppdragsgivaren offentliggjort innehållet eller medger att sekretessen hävs. 